# 五月花号公约

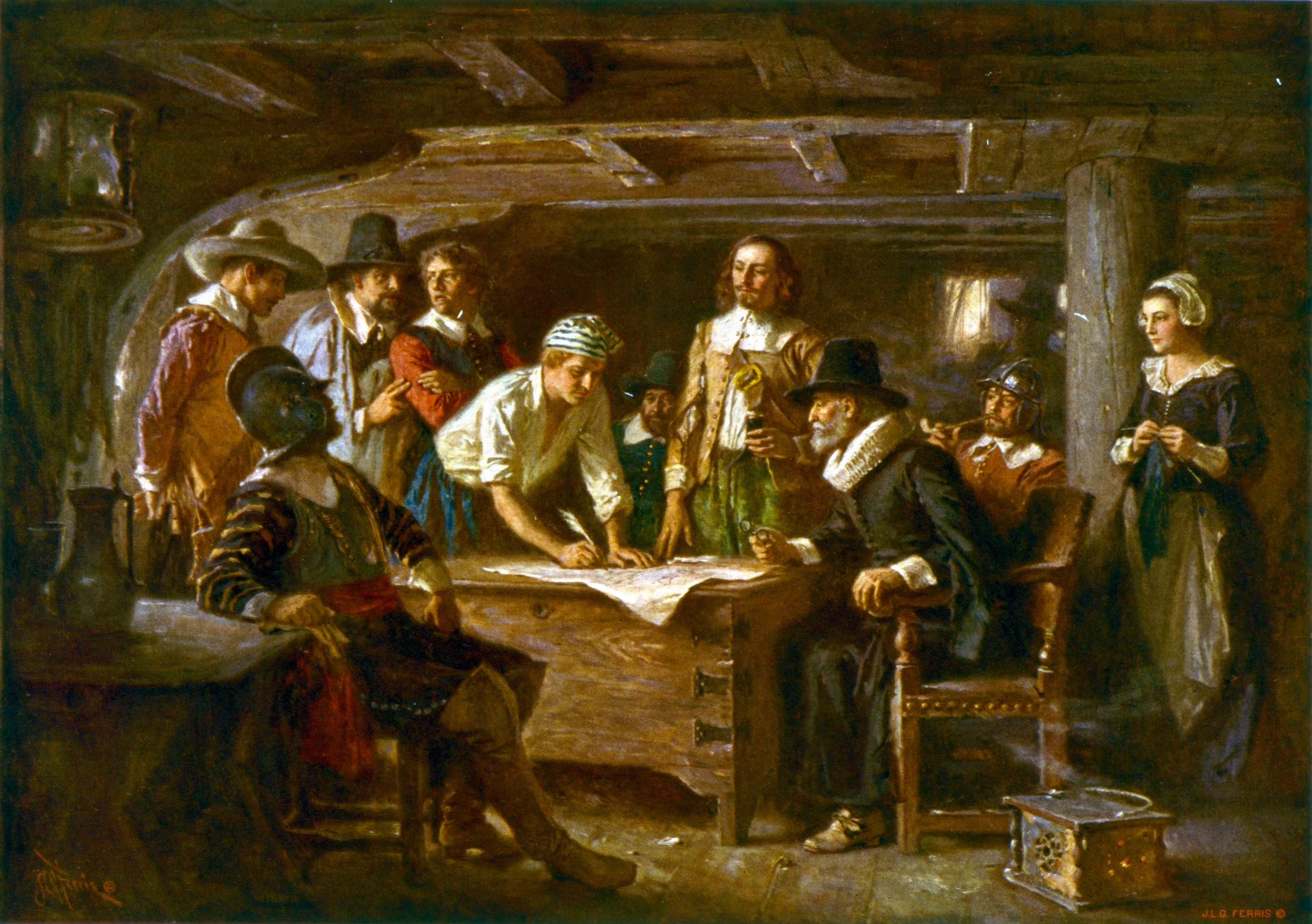
簽訂《五月花号公约》

《五月花号公约》（英语：Mayflower Compact）是前往北美洲新英格兰殖民地的102名英国分离主义者在上岸之前，其中的41名成年男子于1620年11月11日在五月花号上签订的政治声明，同意创建并服从一个政府。
《五月花号公约》创建了一个先例，即政府是基于被管理者的同意而成立的，而且将以法治国。这也是创立美国的主要思想之一，即在同一个社会里的所有公民自由结合的权利，并可以通过制定对大家都有利的法律来管理自己。

## 內容

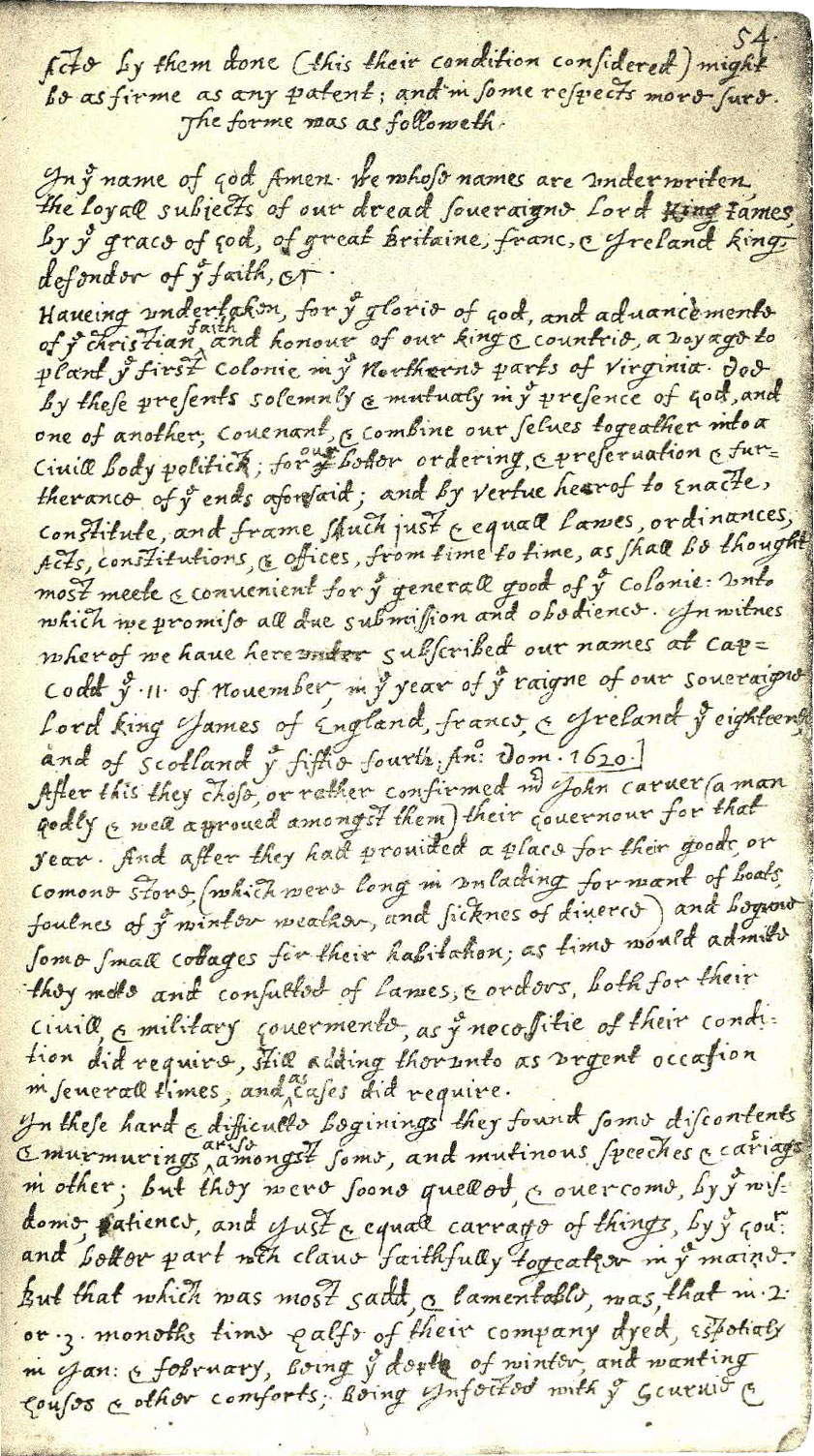
《五月花号公约》文本

### 英文
IN THE NAME OF GOD, AMEN. We, whose names are underwritten, the Loyal Subjects of our dread Sovereign Lord King James, by the Grace of God, of Great Britain, France, and Ireland, King, Defender of the Faith, &c. 
Having undertaken for the Glory of God, and Advancement of the Christian Faith, and the Honour of our King and Country, a Voyage to plant the first Colony in the northern Parts of Virginia; Do by these Presents, solemnly and mutually, in the Presence of God and one another, covenant and combine ourselves together into a civil Body Politick, for our better Ordering and Preservation, and Furtherance of the Ends aforesaid: And by Virtue hereof do enact, constitute, and frame, such just and equal Laws, Ordinances, Acts, Constitutions, and Officers, from time to time, as shall be thought most meet and convenient for the general Good of the Colony; unto which we promise all due Submission and Obedience. 
IN WITNESS whereof we have hereunto subscribed our names at Cape-Cod the eleventh of November, in the Reign of our Sovereign Lord King James, of England, France, and Ireland, the eighteenth, and of Scotland the fifty-fourth, Anno Domini; 1620.

### 中文译文
以上帝的名义，阿门。我们这些以下签名的人们，都是蒙上帝恩典的大不列颠、法兰西、和爱尔兰的国王、信仰的捍卫者等等、詹姆斯的忠诚臣民。
为了上帝的荣耀，为了传扬基督徒的信仰，为了我们国王和国家的荣誉，我们飘洋过海，在弗吉尼亚北部开垦第一个居住地。我们在上帝面前、也在我们彼此面前，共同庄严签约，自愿结为一个民事治理团体，为了使上述目的得到更好的维护、实施和发展。因而，我们建立、组成、构建这样一个公正、平等的法律、典章、法令、宪章、职事体系；这应当是适当、必要、方便、时时更新的，并是为了居住地全体人民的公共益处；对此，我们都承诺遵守和服从。
据此见证，我们在此签名于科德角，11月11日，于英格兰、法兰西、爱尔兰十八世国王暨苏格兰五十四世国王之詹姆斯的统治之下，于基督纪年1620年。
签名人：
- 约翰·卡弗
- 爱德华·富勒
- 威廉·布拉福德
- 约翰·特纳
- 爱德华·文斯罗
- 弗兰西斯·伊顿
- 威廉·布鲁斯特
- 詹姆斯·希尔顿
- 艾萨克·阿勒顿
- 约翰·克莱克斯通
- 迈尔斯·斯丹迪施
- 约翰·贝灵顿
- 约翰·阿登
- 摩西·弗莱切
- 撒母耳·富勒
- 约翰·古德曼
- 克里斯多夫·马丁
- 底格里·普里斯特
- 威廉·牧林斯
- 托马斯·威廉姆斯
- 威廉·怀特
- 吉尔伯特·文斯罗
- 理查德·沃伦
- 埃德蒙·玛格逊
- 约翰·霍兰德
- 彼得·布朗
- 史蒂芬·霍普金斯
- 理查德·布雷特利
- 爱德华·迪蕾
- 理查德·克拉克
- 弗兰西斯·库克
- 理查德·嘉蒂纳
- 托马斯·罗杰斯
- 约翰·阿勒顿
- 托马斯·丁克
- 托马斯·英格李斯
- 约翰·雷智戴尔
- 爱德华·窦腾
- 爱德华·雷斯特